# Bob Grant
Bob Grant (Jacksonville, 14 ottobre 1946 – San Pedro, 19 maggio 2024) è stato un giocatore di football americano statunitense, che militò nel ruolo di linebacker nella National Football League (NFL).

## Carriera
Grant al college giocò a football alla Wake Forest University. Fu scelto dai Baltimore Colts nel corso del secondo giro (50º assoluto) del Draft NFL 1968. Giocò per tre stagioni con la franchigia, disputando due Super Bowl: il Super Bowl III, perso a sorpresa contro i New York Jets e due anni dopo il Super Bowl V vinto contro i Dallas Cowboys per 16-3. Si ritirò dopo avere disputato la stagione 1971 con i Washington Redskins.

## Palmarès

### Franchigia
- Campionati NFL : 1

Baltimore Colts: 1968
- Super Bowl : 1

Baltimore Colts: V
- American Football Conference Championship: 1

Baltimore Colts: 1970